# Chiranthodendreae
Chiranthodendreae, tribus iz porodice sljezovki, dio potporodice Malvoideae. Opisan je 1872.
Postoje dva priznata roda s ukupno 3 vrste grmova i drveća iz Srednje Amerike, Meksika, Kalifornije i Arizone

## Rodovi
1. Chiranthodendron Larreat.
2. Fremontodendron Coville

## Sinonimi
- Fremontodendreae Airy Shaw, 1965